# Dastira
Dastira é um gênero de mariposa pertencente à família Crambidae.